# Theezakje

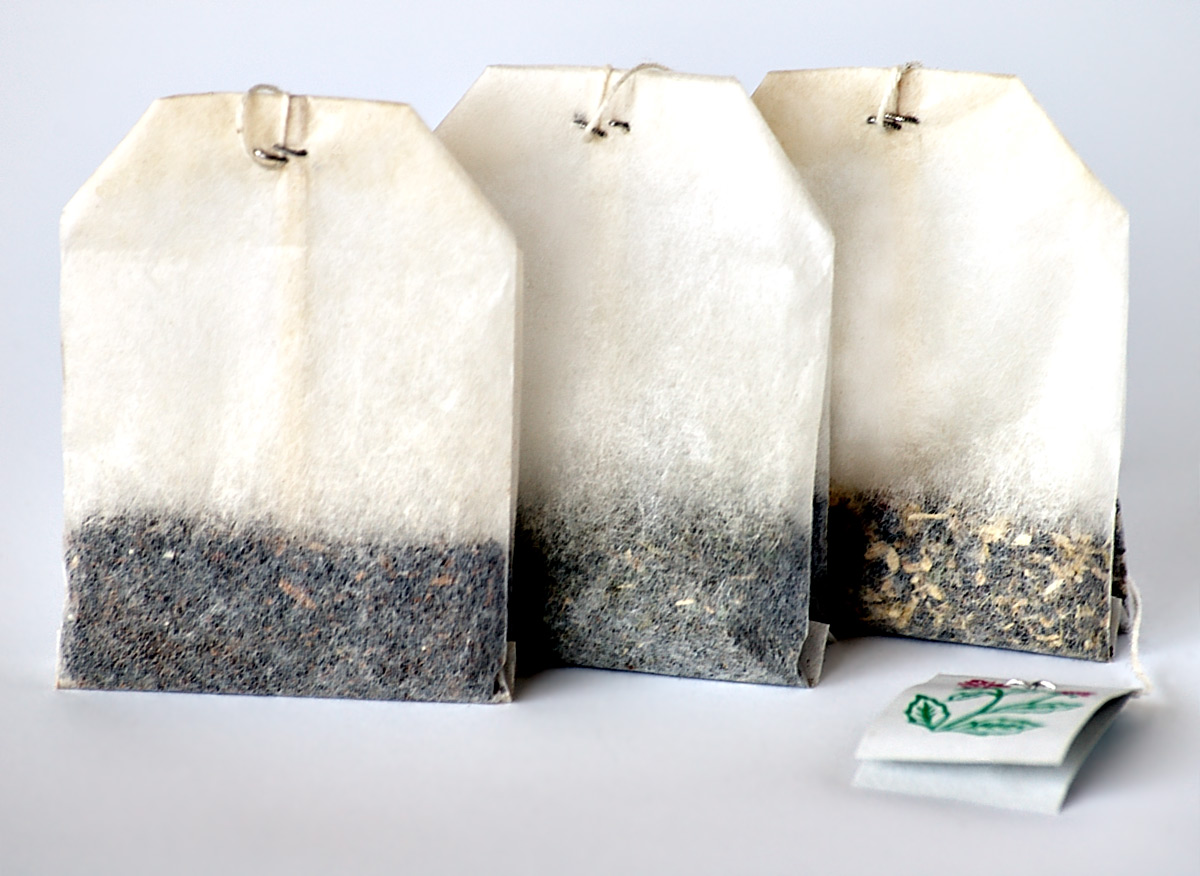
Drie theezakjes

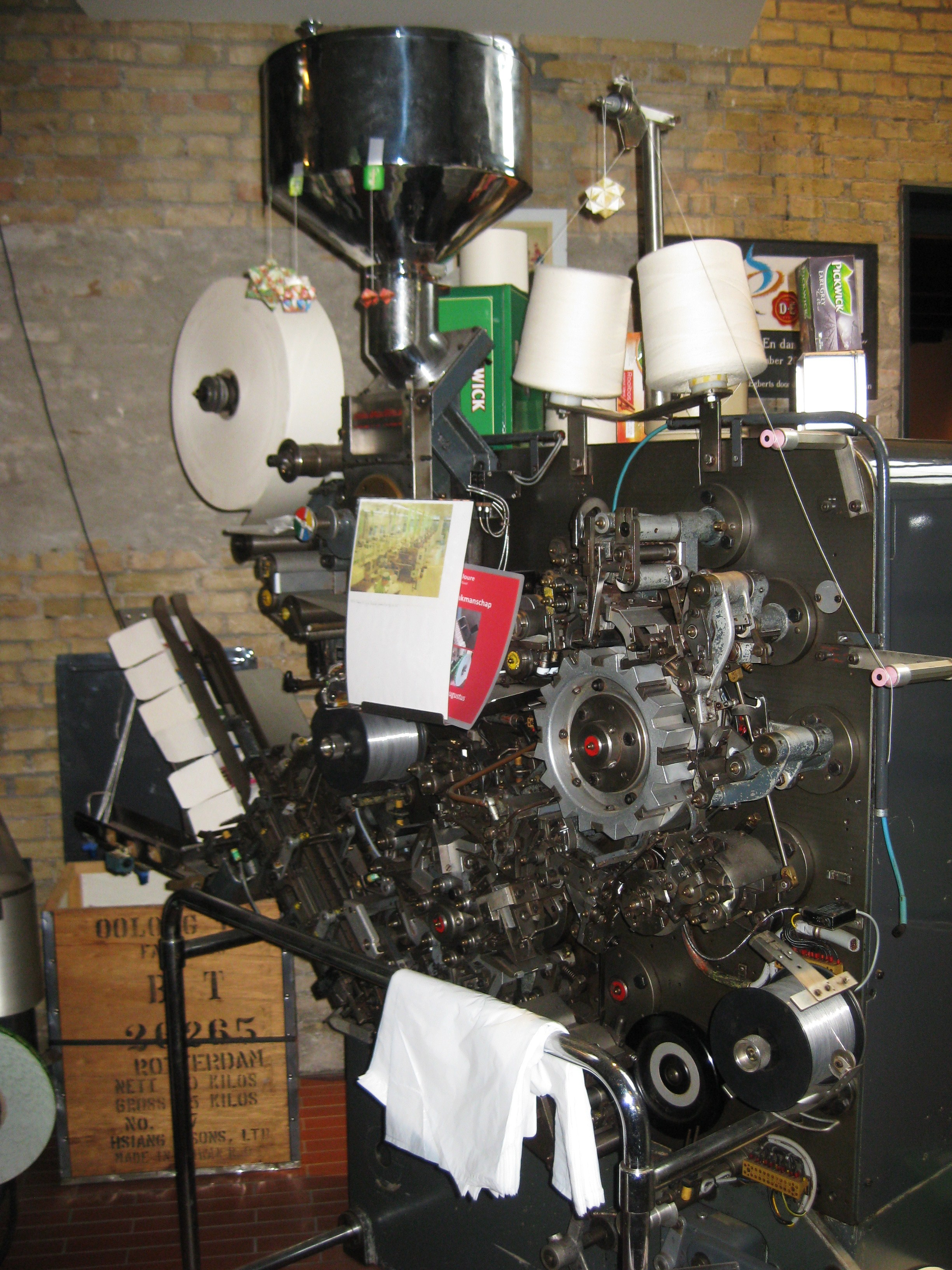
Theezakjesmachine in het Douwe Egbertsmuseum in Joure

Een theezakje of theebuiltje is een poreus papieren zakje, gevuld met gedroogde theebladeren. Aan het theezakje kan een draadje bevestigd zijn waarmee het zakje uit het water van een theepot kan worden gehaald. Het is de industriële vorm van het thee-ei. Een theetip wordt gebruikt als opvang van het gebruikte theezakje.

## Toevallige uitvinding
Het theezakje is uitgevonden door de New Yorkse groothandelaar Thomas Sullivan, dankzij toeval. In 1904 stegen de prijzen van tinnen blikken aanzienlijk, daarom besloot Sullivan om de theemonsters in kleine zijden zakjes naar zijn klanten te sturen. De klanten hadden niet in de gaten dat ze de thee uit het zakje moesten halen en deden de thee met zakje en al in het water. Het bleek nog goed te werken ook. Deze uitvinding van het theezakje is hiermee een voorbeeld van een serendipiteit.
De Duitser Adolf Rambold ontwikkelde het zakje in 1929 verder, waardoor het zijn huidige vorm kreeg: twee dubbelgevouwen theekamers met een nietje aan de bovenkant. In datzelfde jaar kreeg Rambold hierop patent. Het theezakje heeft de theecultuur sindsdien wereldwijd veranderd.

## Smaak
Omdat de thee, naarmate de theebladeren langer in het water 'trekken', steeds meer cafeïne bevat en bitter zal gaan smaken, is het zaak de bladeren tijdig te verwijderen. Met een theezakje is dat erg eenvoudig. Volgens sommige theedrinkers kan het papier ook de smaak gaan beïnvloeden.
Eénkopsbereidingen worden steeds populairder. In dit geval zal men ook het zakje de tijd moeten gunnen om te trekken volgens de traditionele methode, waarbij het heet water eerst in het kopje gedaan dient te worden alvorens het theezakje er in te doen. Dit voorkomt dat men alleen water krijgt met een kleurtje en niet de geurige kruidige smaak. Om het natte zakje niet op het schoteltje of de tafel te hoeven leggen, zijn speciale bordjes in omloop. Thee in zakjes is in een veelheid aan smaken te verkrijgen.